# Eriba-Adad I
Eriba-Adad I (akad. Erība-Adad, tłum. „Bóg Adad dał mi zastępcę”) – władca Asyrii, syn Aszur-bel-niszeszu, zastąpił na tronie swego brata stryjecznego Aszur-nadin-ahhe II; według Asyryjskiej listy królów panować miał przez 27 lat. Jego rządy datowane są na lata 1390-1364 p.n.e.
Władca bardzo słabo znany. W trakcie wykopalisk w asyryjskiej stolicy Aszur odkryto tabliczkę glinianą z częściowo zachowaną jego inskrypcją budowlaną, a także cegły z inskrypcją wymieniającą jego imię i tytuły.